# Aldachildo
Aldachildo es un caserío de Chile ubicado en la comuna de Puqueldón, en el archipiélago de Chiloé, Región de Los Lagos. El poblado se encuentra en el norte de isla Lemuy, a 10 km de distancia del centro administrativo de la comuna. Según el censo de 2017 posee una población de 194 habitantes.

## Economía
Sus principales actividades económicas son la agricultura (principalmente papas), la ganadería ovina y bovina, y la pesca.[cita requerida]

## Atracciones turísticas

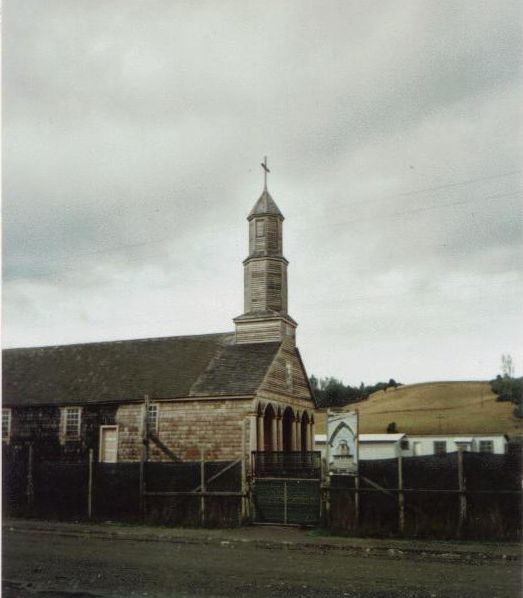
Iglesia Jesús Nazareno

La Iglesia de Aldachildo del pueblo es una de las atracciones turísticas más importantes de la isla. Fue construida en el centro del pueblo cerca de la playa en 1910. Para su construcción se utilizó madera de coigüe, alerce y ciprés. La iglesia fue construida sobre una base de piedra para protegerla contra la humedad del suelo, y forrada con tejuelas de alerce. Debido a la escasez de metales en las islas Lemuy y Chiloé no fueron usados clavos de hierro sino remaches de madera.
La iglesia tiene una torre compuesta de tres cuerpos, de los cuales dos son octogonales y se levantan por encima de la fachada. La fachada tiene un pórtico con siete arcos abiertos hacia una explanada, un espacio abierto que se halla frente al templo. La iglesia está compuesta por tres naves en su interior. El cielo de la nave central es una bóveda y los cielos de las naves laterales son planos. La iglesia de Aldachildo es muy parecida a la Iglesia de Dalcahue en la isla de Chiloé, la cual es un poco mayor.
A fines del siglo XX había proyectos para construir una nueva iglesia moderna en su reemplazo, no obstante, el 10 de agosto de 1999 fue declarada Monumento Nacional, y en noviembre de 2000 Patrimonio de la Humanidad por la Unesco. La iglesia fue restaurada en 2005 y en 2007. Las principales fiestas religiosas son Jesús Nazareno (30 de agosto), San Ramón (31 de agosto) y Purísima (8 de diciembre).

## Infraestructura

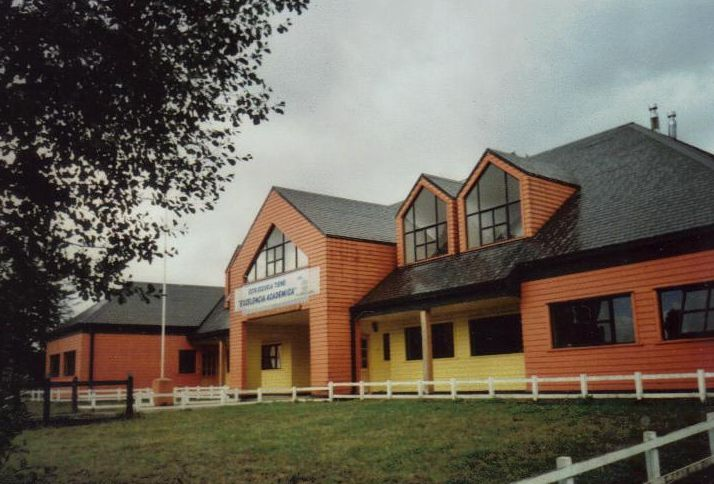
Escuela de Aldachildo

Chulchuy en el oeste de la Isla Lemuy es el lugar de atraque de los transbordadores que provienen de Puerto Huichas, comuna de Chonchi. Existen dos transbordadores los cuales operan cada quince minutos, durante toda la semana. La navegación dura diez minutos. La Isla Lemuy cuenta con un buen sistema de carreteras asfaltadas y de piedras partidas. La distancia de Aldachildo a San Agustín, un pueblo en el medio de la isla, se eleva a 5 km. Algunos autobuses circulan directamente entre Aldachildo y Castro, la capital de la provincia. El aeropuerto más cercano se encuentra en Castro, siendo inaugurado en 2012, y que cuenta con dos rutas, una que conecta a Castro con Puerto Montt y la que la conecta con Santiago.
Aldachildo cuenta con una extensa playa de fina arena. En el pueblo hay cuatro negocios y una escuela. El cementerio de Aldachildo se halla sobre una colina que ofrece una vista panorámica del pueblo y de sus alrededores.